# Yediot Aharonot
Yediot Aharonot (en hébreu : ידיעות אחרונות, littéralement « Les dernières nouvelles ») est un journal israélien publié à Tel Aviv depuis 1939, à l'époque de la Palestine sous mandat britannique. Depuis les années 1970, il est de loin le premier des trois grands quotidiens israéliens par son tirage, devant Maariv et Haaretz. Il appartient aux familles Moses et Fishman.

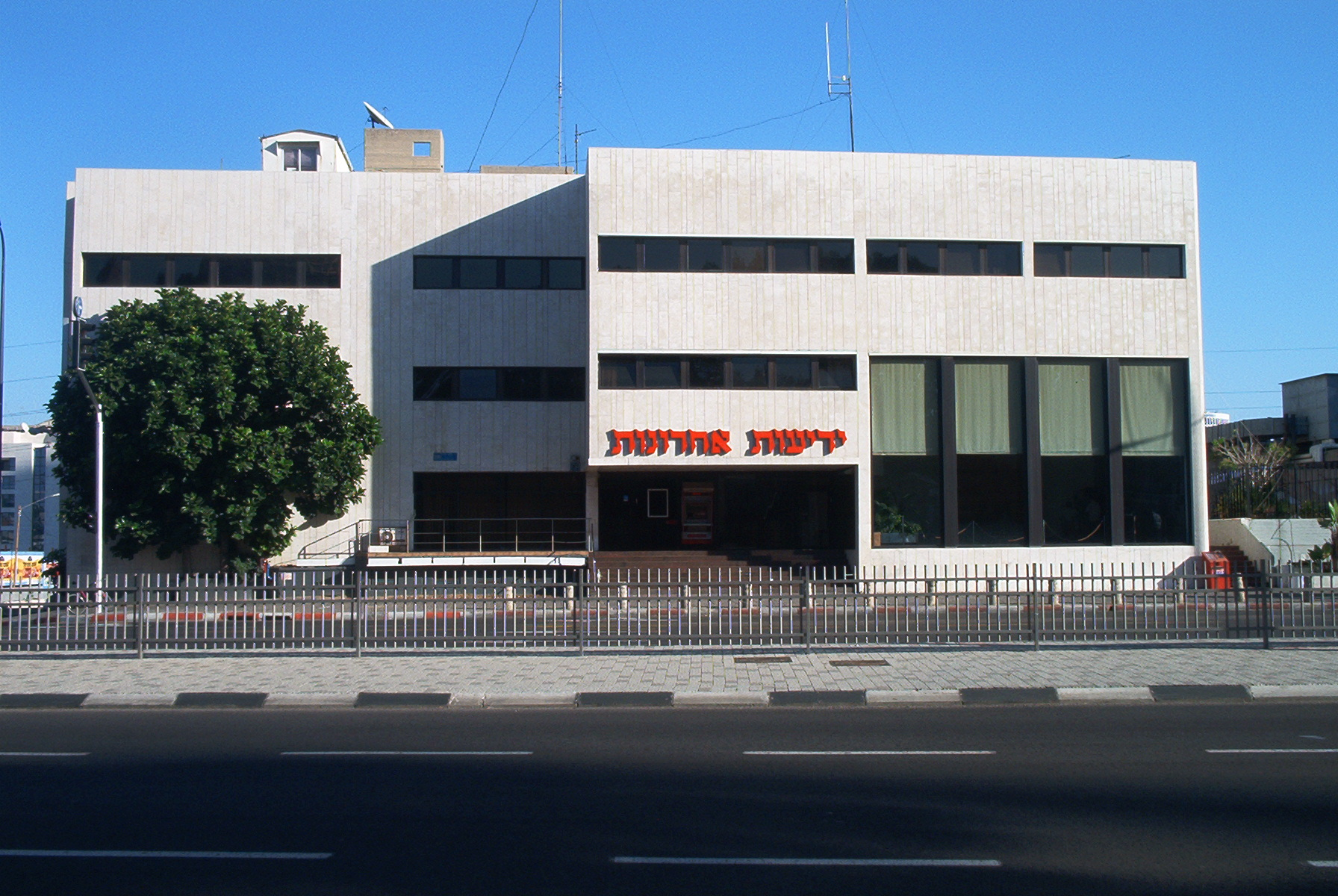
Siège historique du journal.

## Histoire
Fondé en 1939 par Nahum Komarov, il est racheté rapidement par Yehuda Moses, dont le fils Noah devient le premier directeur de l'édition.
En 1948, un groupe de journalistes emmenés par Azriel Carlebach se sépare du quotidien, pour fonder un journal concurrent, Maariv. Depuis ce temps, les deux journaux se livrent une féroce bataille journalistique, chacune des équipes n'hésitant devant rien pour attaquer l'autre camp, notamment une affaire d'écoutes en 2000 ayant impliqué l'homme d'affaires Ofer Nimrodi (en) alors détenteur de parts de Maariv.
Le quotidien est aujourd'hui détenu par le Groupe Yediot Aharonot, un conglomérat ayant des intérêts dans le secteur de la presse et de la télévision. Arnon Mozes, fils de Noah, est le directeur de la rédaction, tandis que Rafi Ginat est le responsable éditorial.
La correspondante à Paris depuis 2016 est Tamar Sebok. Parmi les anciens correspondants en France figure Elie Wiesel, prix Nobel de la paix (1986).
Le Premier ministre Benyamin Netanyahou est mis en cause par la justice pour avoir négocié un accord secret avec le propriétaire de Yedioth Ahronoth pour une couverture positive de la part du journal, en échange du vote d’une loi qui aurait limité la diffusion d’Israel Hayom, quotidien gratuit et principal concurrent de Yedioth. L’accord n’a finalement jamais été conclu, mais Netanyahou doit répondre de fraude et abus de confiance.

## Depuis 2017
Depuis 2017, le journal est dirigé par le fils de Noah Mozes, Arnon Mozes. Pendant de nombreuses années il a été édité par le fils de Herzl Rosenblum, Moshe Vardi, qui a été remplacé en 2005 par Rafi Ginat. Il est publié en format tabloïd et il est réputé pour ces analyses sophistiquées. Il est décrit comme le meilleur journal du pays. La BBC précise que le journal est ouvert à un large éventail d'opinions politiques. Le journal est détenu par le groupe Yediot Aharonot, qui est également propriétaire d'actions dans plusieurs sociétés israéliennes telles que N12, une chaîne de télévision commerciale Hot, la société de télévision par câble Yediot Tikshoret, un groupe de journaux hebdomadaires locaux Vesti, un journal en langue russe, des magazines tels que le guide TV hebdomadaire Pnai Plus et le magazine féminin hebdomadaire La'Isha, et d'autres entreprises non médiatiques.
Shilo De-Beer a été promu rédacteur en chef en avril 2007. 
Neta Livna a été promu rédacteur en chef en septembre 2018.

## Tendance politique
Le journal est à tendance centriste (proche de Kadima d’après l'Israeli Democracy Institute), la ligne éditoriale du Yediot Aharonot est de centre droit sur les questions économiques et de centre gauche sur les questions sociétales, mais le journal est réputé pour l'ouverture de ses colonnes à un large éventail d'opinions politiques.